# Mártires de la Florida

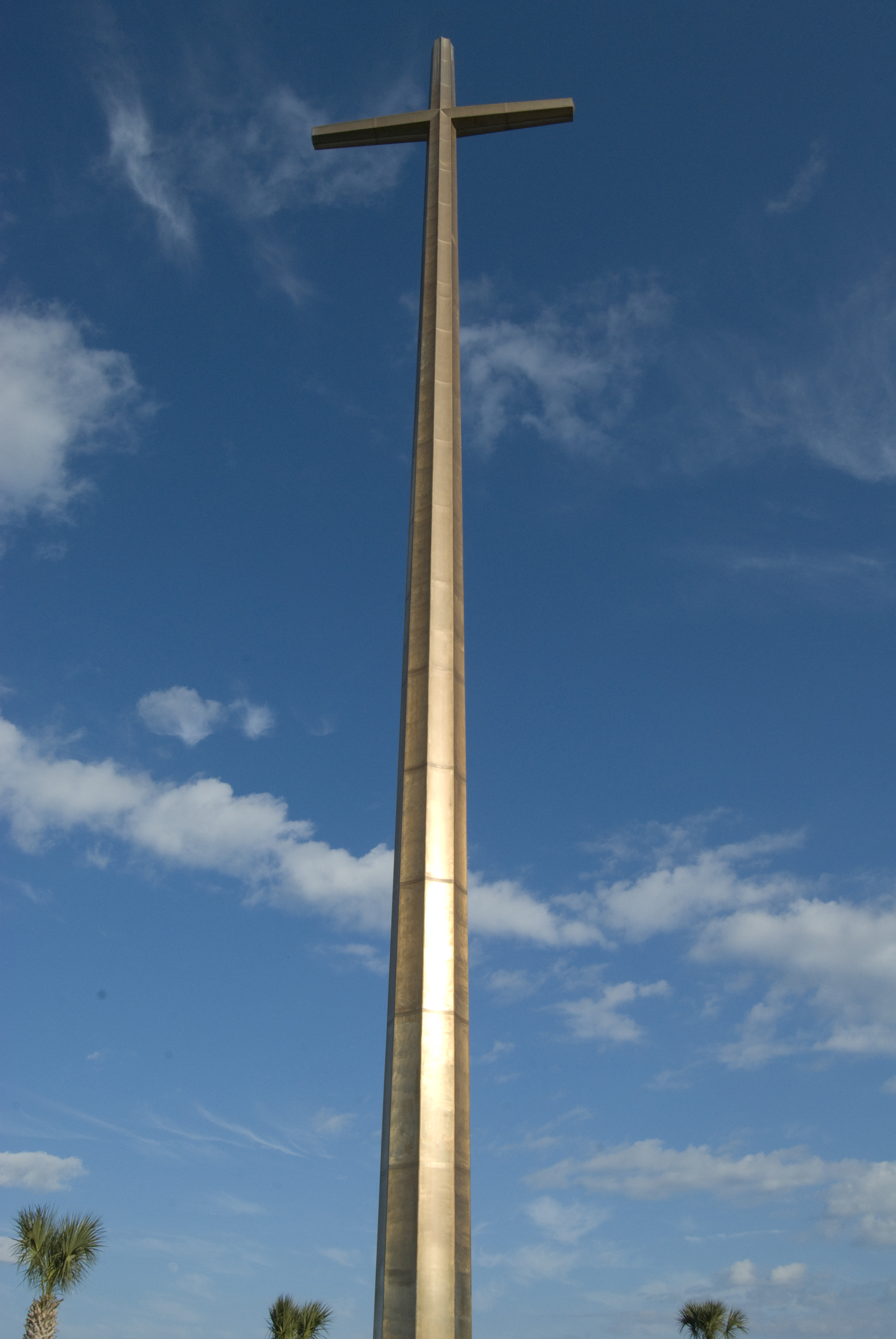
Cruz de Misión Nombre de Dios, San Agustín, inaugurada en 1965 para la conmemoración la llegada del cristianismo a Florida

Los Mártires de La Florida o Antonio Inija y compañeros mártires (f. 1549-1715), fueron 58 víctimas de la persecución religiosa entre los siglos XVI y XVIII, época de la Florida española, en Florida, Estados Unidos.
Entre los 58 mártires de la Florida hay religiosos y fieles indígenas, laicos leales a España, asesinados en odio a la fe católica, bien por indígenas enemigos o bien por súbditos del imperio británico de las Trece Colonias. El principal mártir de la causa es el laico nativo americano Antonio Inija. El padre Luis de Cáncer se encuentra entre los otros asesinados, junto con varios dominicos, jesuitas, franciscanos, hermanos de San Juan de Dios y varios laicos.
Su causa de canonización fue abierta en 2015 por el obispo Gregory Parkes, de la diócesis de Pensacola-Tallahassee, con el apoyo de los obispos representantes de las diócesis de San Agustín, San Petersburgo, Orlando, Palm Beach y Venice. La Conferencia de Obispos Católicos de los Estados Unidos también respaldó la causa.

## Historia

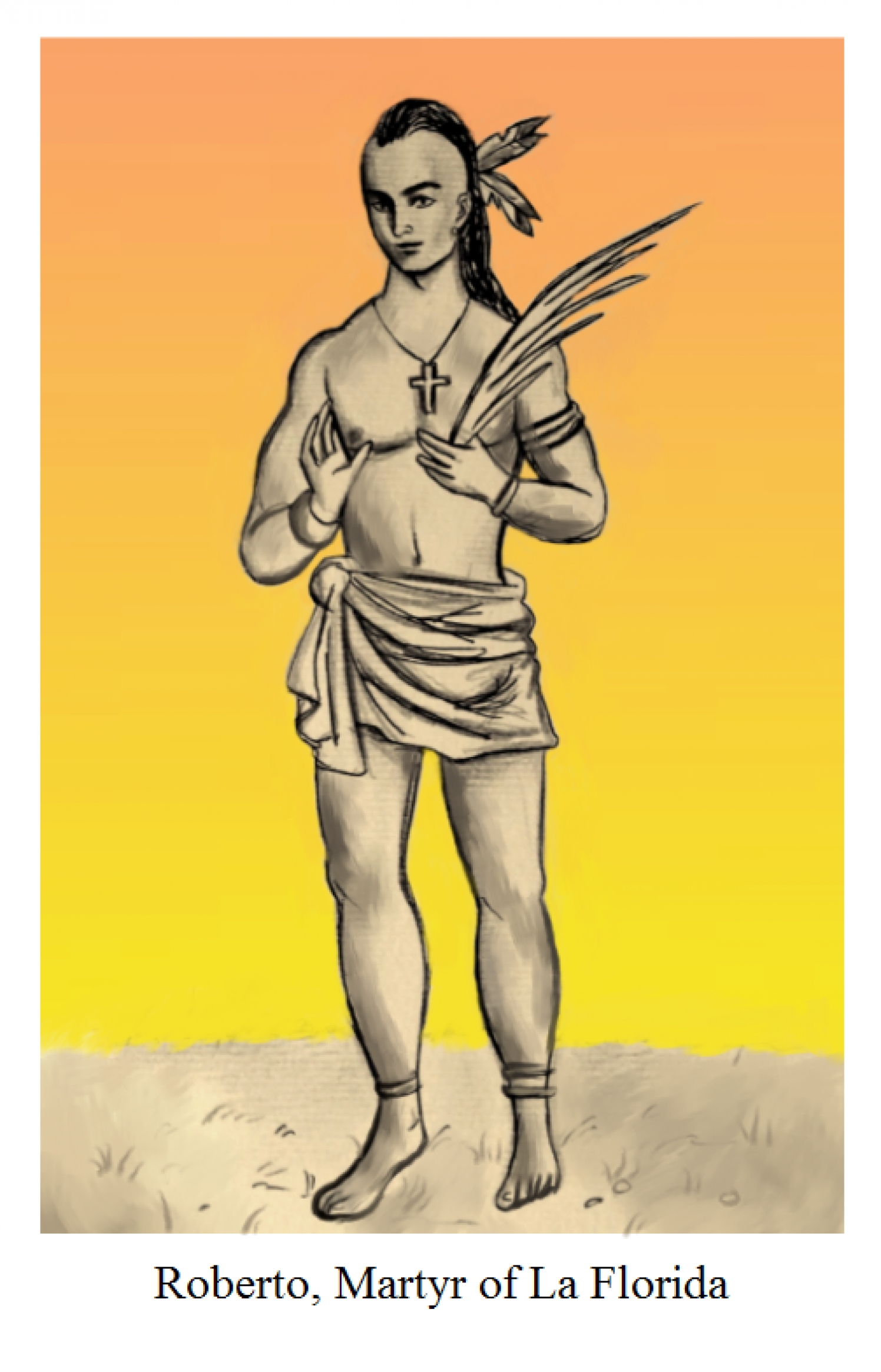
Indígena yamasi Roberto, martirizado en 1740

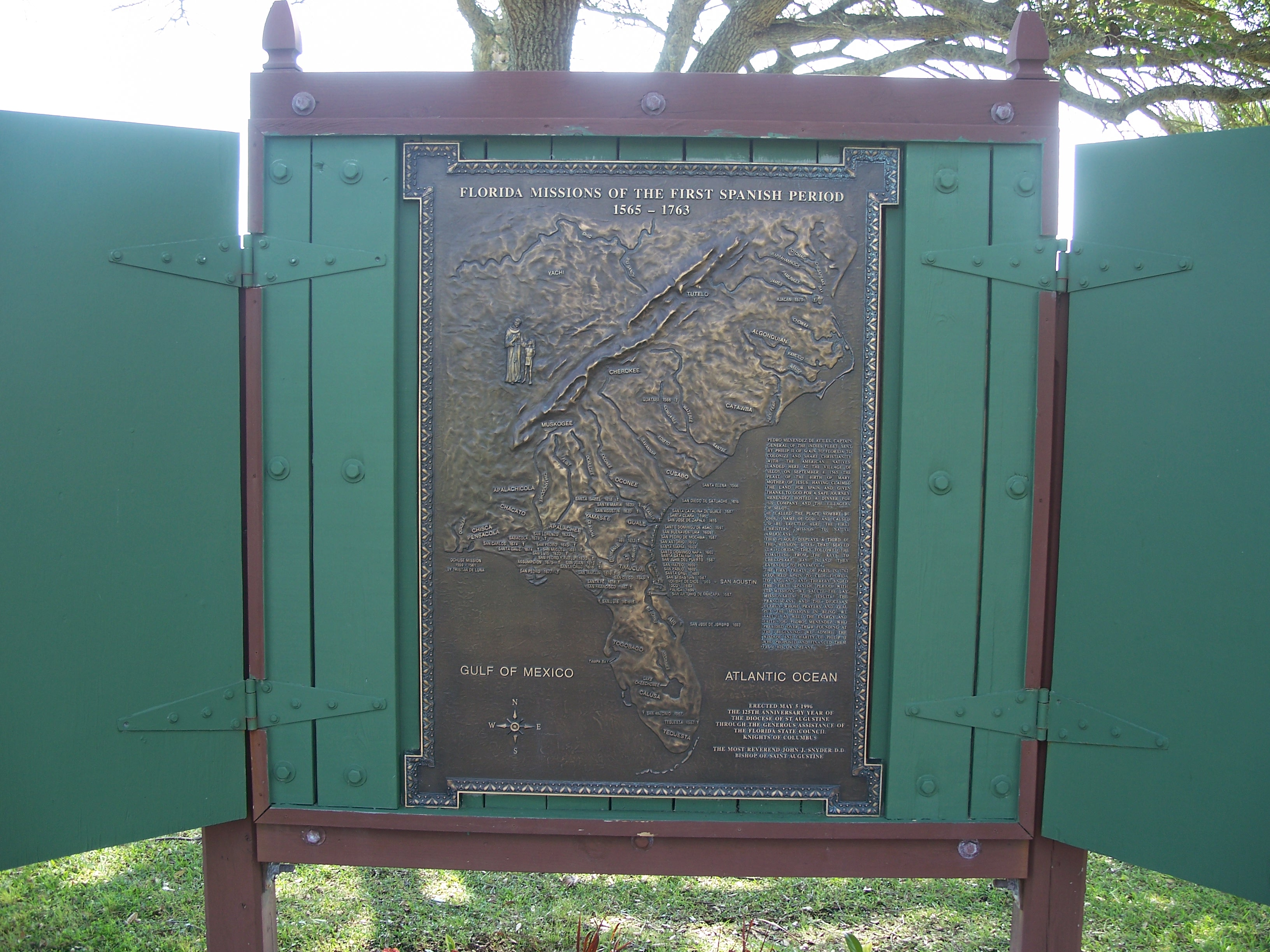
Misiones en el periodo 1565 a 1763, a lo largo de los estados de Florida y sur de Georgia.

La expansión del imperio español, en el actual estado de Florida, fue encomendada en sus inicios a las órdenes religiosas, que establecieron un sistema de misiones entre los indígenas de la región. La evangelización de los indígenas supuso el aprendizaje y difusión de sus lenguas, mediante la publicación de catecismos en lenguas como el Timucua. Además, la presencia de los religiosos permitía introducir herramientas, técnicas de cultivo y ganaderas propias del mundo occidental. Las primeras misas e iglesias del territorio estadounidense (con la excepción de Puerto Rico) tuvieron lugar en Florida. Su principal población fue San Agustín, clave para garantizar la seguridad de la Flota de Indias a su paso por el estrecho de las Lucayas.
En 1549 fueron martirizados por los indígenas en Tampa un grupo de dominicos, procedentes de la labor pastoral de Puerto Rico y Guatemala.
Mientras que numerosas misiones prosperaron también hubo revueltas y hostilidad, como la revuelta en Guale de 1597 en la que los Cinco Franciscanos de Georgia fueron martirizados por difundir el matrimonio cristiano monógamo. 
Además, a principios del siglo XVIII, se fundó el fuerte Gracia Real de Santa Teresa de Mose para los esclavos huidos de las colonias británicas de Georgia y Carolina del Sur. Estos se convertían al catolicismo y pasaban a formar parte de las guarniciones para la defensa de La Florida ante las incursiones británicas desde el norte. La enemistad entre los indígenas, la presencia de los misioneros y la presión anexionista del imperio británico dio lugar a sucesivos enfrentamientos. En 1704 la provincia de Apalache fue arrasada por la incursión inglesa-creek, que resultó en la captura de 1.200 apalaches católicos, quienes fueron hechos esclavos en las colonias inglesas. Durante la resistencia al ataque fueron asesinados  numerosos indígenas, entre ellos decenas por motivos religiosos.
Entre los fieles indígenas más representativos de los mártires de Florida están Antonio Cuipa o Antonio Inija. Destaca, además, el religioso Luis de Cáncer. Entre los religiosos asesinados hay  dominicos, jesuitas, franciscanos y hermanos de San Juan de Dios.  
En el año 1743m el papa Clemente XI y el rey Felipe V de España declararon el 3 de octubre como festividad de los mártires. Su causa oficial de canonización fue inaugurada en 2015 por el obispo Gregory Parkes, de la diócesis de Pensacola-Tallahassee, con el apoyo de los obispos de las diócesis de San Agustín, San Petersburgo, Orlando, Palm Beach y Venecia. La Conferencia de Obispos Católicos de los Estados Unidos también respaldó la causa.

## Relación parcial de los Mártires de Florida

### Antonio Inija, siervo de Dios
Antonio Inija fue un indígena cristiano fallecido el 26 de enero de 1704 durante la masacre de Apalache, en la misión de San Luis de Talimali, junto al franciscano Juan de Parga Araujo y el cacique Cuipa Feliciano. San Luis de Talimali era entonces la misión más poblada del este de La Florida, con más de ocho mil habitantes.
De acuerdo con los relatos transmitidos por la tradición católica, Inija y sus compañeros fueron torturados mientras proclamaban su fe ante sus verdugos. En sus últimos momentos, Antonio Inija habría experimentado una visión de la Virgen María. Actualmente es reconocido por la Iglesia como siervo de Dios, primera etapa en el proceso de canonización.

### Luis Cáncer
Luis Cáncer es considerado por los organizadores de la causa como el protomártir de Florida. En 1860, el obispo Agustín Verot decidió que la primera parroquia de la costa oeste de Florida se llamara Iglesia de San Luis en su honor. Asimismo, en 1918, la imagen del Padre de Cáncer se instaló como parte de un gran vitral en la Iglesia de San Vicente Ferrer (Nueva York), dirigida por la Orden de Predicadores, mejor conocida como dominicos.
En 1998, la Diócesis de San Petersburgo estableció el Premio al Servicio Sacerdotal Distinguido Padre Luis de Cáncer, que se otorga anualmente al sacerdote de la Diócesis de San Petersburgo que mejor ejemplifique el servicio desinteresado y dedicado al pueblo de Dios. La Iglesia Católica del Espíritu Santo en Safety Harbor, Florida, cercana al lugar de su fallecimiento, también cuenta con un vitral, que representa el martirio de De Cáncer. En 2011, la diócesis colocó un Marcador del Patrimonio Católico en la entrada principal de dicha iglesia, en reconocimiento a su labor misionera, y a la de otros misioneros católicos en la zona de la Bahía de Tampa.

### Felipe Orbalaes Abreo
Felipe Orbalaes Abreo, miembro de la Orden de San Juan de Dios, fue un médico cirujano asignado al hospital del Presidio Santa María de Galve, ubicado en la actual Pensacola (Florida). Fue asesinado el 1 de agosto de 1712 en circunstancias no especificadas en los registros disponibles.

### Apalaches, Timucuas, Yamasi y demás indígenas floridanos
Del siglo XVI al XVIII fueron víctimas del odio a la fe católica numerosos indígenas, muchos de ellos vecinos de las misiones. En 1696 dos indígenas monaguillos y el propio franciscano Luis Sánchez fueron muertos por negarse a blasfemar. Además, entre las víctimas de las revueltas internas de los apalaches se encuentra la familia Florencia, quemada viva junto a tres franciscanos, en la misión San Antonio de Bacuqua de Tallahassee (1647). Durante la incursión inglesa-creek del periodo 1704-1706 fueron víctimas de la persecución religiosa, por ejemplo, Baltasar Francisco, Pedro Marmolejo y 15 apalaches más en Tallahassee (4 de julio de 1704), 2 timucuas en Arlington (agosto de 1704), tres vecinos de la misión San Pedro y San Pablo de Patale de Tallahassee (23 de junio de 1704) y el cacique Patricio de Hinachuba y su esposa en San Agustín (abril de 1706).

### Pedro Martínez
Misionero jesuita asesinado en 1566 en Jacksonville por indígenas mandados por hugonotes (protestantes) franceses.

## Santuario
Se está planeando un santuario para los Mártires de La Florida para un tramo de tierra en Tallahassee, Florida, con los diseños completados en 2022 por Cram & Ferguson Architects.